# Gare de Strasbourg-Cronenbourg
Gare de Strasbourg-Cronenbourg vasútállomás Franciaországban, Strasbourg településen.

## Vasútvonalak
Az állomást az alábbi vasútvonalak érintik:

## Kapcsolódó állomások
A vasútállomáshoz az alábbi állomások vannak a legközelebb: